# Юрген Клинсман
Юрген Клинсман (на немски: Jürgen Klinsmann) е немски футболен мениджър и бивш футболист, който е част от Германския национален отбор спечелил Световното първенство по футбол 1990 и Европейското първенство по футбол 1996. Един от най-добрите нападатели на Германия през 90-те години.

## Състезателна кариера
Клинсман е роден в Гьотинген, Баден-Вюртемберг. Започва да тренира футбол на осем годишна възраст, и през юношеските си години се пробва на всеки един пост, включително и като вратар. Професионалната си кариера започва на седемнадесет годишна възраст в Щутгарт Кикерс, който в онези години се състезава във Втора Бундеслига. През 1984 г. се присъединява към по-реномирания градски съперник и дългогодишен участник в Първа Бундеслига тим на Щутгарт.

## Национален отбор
Юрген Клинсман има сериозна международна кариера, като първата му изява с Националния отбор на Германия е през 1987 г. с екипа на който записва 108 участия. Това му постижение го нарежда на второ място по брой изиграни срещи във вечната ранглиста на „Бундестима“ след Лотар Матеус (150). Клинсман отбелязва 47 гола за Германия, което в същата ранглиста го поставя на второ място след великия Герд Мюлер с рекордните 68 гола за националния отбор.
Юрген участва в Летните олимпийски игри през 1988, на които печели бронзов медал.
Той е първият състезател участвал на три европейски първенства (Евро 1988, Евро 1992 и Евро 1996). По-късно други трима футболисти ще запишат същия рекорд. Това са Владимир Шмицер, Тиери Анри и Нуно Гомеш. На Евро 1992 достига до финал, но го губи с 0:2 от Дания, на Евро 1996 триумфира с европейската титла след „златния гол“ на Оливер Бирхоф и победа с 2:1 над Чехия.
Клисман изиграва важна роля и за спечелването на Световното първенство през 1990 (в който отбелязва 3 гола), на Св. П.1994 (пет гола) и Св. П. 1998 (три гола).

## Треньорска кариера
След приключване на активната си състезателна кариера, Юрген Клинсман започва консултации по спортен маркетинг в Съединените щати, като работи предимно с отбора на Лос Анджелис Галакси.
На 26 юли 2004 г., се завръща в Германия, за да поеме поста на старши треньор на Бундестима, освободено след напускането на Руди Фьолер. Клинсман се заема с програма, целяща подмладяване на отбора. За свой помощник назначава бившия си партньор в атака от националния отбор Оливeр Бирхоф.
По време на подготовката за Световно първенство през 2006, Клинсман получава критики от немски медии и фенове след лоши резултати, постигнати в контролите. В една от тях Германия губи с 4:1 от Италия. Особен обект на критики е защитния футбол налаган от специалиста.
В груповата фаза на Световно първенство през 2006 Бундестимът записва три победи срещу Коста Рика, Полша и Еквадор, като Германия печели първо място в група А. На 1/8 финала побеждава с 2:0 Швеция, а в 1/4 финал отстраняват Аржентина с 4:2 след изпълнение на дузпи.
На 4 юли, Германия губи с 2:0 полуфиналната среща срещу Италия след голове на Фабио Гросо и Алесандро Дел Пиеро. В малкия финал побеждава с 3:1 Португалия и се окичва с бронзовите медали от първенството. Победата предизвиква масови празненства в цяла Германия, а на следващия ден на парад в Берлин Клинсман и Бундестима са аплодирани от публиката.
След края на първенството Юрген Клинсман е награден с орден Федерален кръст за заслуги, радва се и на широка обществена подкрепа, а легендата Франц Бекенбауер декларира желанието си да го види с продължен договор.
Клинсман отказва да поднови договора си и на 12 юли 2006 напуска, а на поста му го наследява неговия доскорошен помощник Йоахим Льов.
През юли 2008 г. Юрген Клинсман заема овакантеното от Отмар Хицфелд място и поема тима на Байерн Мюнхен.
Понастоящем води отбора на САЩ като старши треньор (от 2011 г.), който отбор участва в Мондиал'2014 в Бразилия.

## Успехи
Интер
- Купа на УЕФА - 1991

 Байерн Мюнхен
- Шампион на Първа Бундеслига - 1997
- Купа на УЕФА - 1996

 Германия
- Летни олимпийски игри 1988 - Бронзов медалист - 1988
- Световен шампион - 1990
- Купа на САЩ – 1993
- Европейски шампион - 1996
- Купа на конфедерациите – Бронзов медалист – 2005
- Св. П. 2006 – Бронзов медалист (като Старши треньор)

Лични награди
- Футболист № 1 на Германия (2) - 1988 и 1994
- Футболист на годината в Английска висша лига - 1995 (Тотнъм)
- Федерален кръст за заслуги - 2006

## Личен живот
Клинсман е женен за американка с китайски корени Деби Чин, бивш модел. Живее в Хънтингтън Бийч, Калифорния с жена си и две деца – Джонатан (роден 1997) и Лайла (родена 2001 г.).